# Delay, Deny, Defend
Delay, Deny, Defend: Why Insurance Companies Don't Pay Claims and What You Can Do About It est un essai écrit par Jay Feinman (en), juriste américain et professeur de droit à l'université Rutgers dans l'État du New Jersey.
Le livre se révèle être une critique des compagnies d'assurances spécialisées dans la santé aux États-Unis, au sujet des remboursements des soins, accusant les compagnies de privilégier les profits au détriment des assurés.
Le 4 décembre 2024, Brian Thompson, PDG de la compagnie d'assurances UnitedHealth, est assassiné par balles à New York. Sur les cartouches et douilles retrouvées par les enquêteurs, il était gravé « Deny », « Delay » et « Depose »,.

## Ouvrage
- (en) Jay Feinman (en), Delay, Deny, Defend : Why Insurance Companies Don't Pay Claims and What You Can Do About It, Portfolio (en) (Penguin Group), 18 mars 2010, 248 p. (ISBN 978-1591843153).